# 向山行政暨遊客中心
向山行政暨遊客中心位於台灣南投縣日月潭涵碧半島的對岸，為交通部觀光署日月潭國家風景區管理處所在。

## 建築緣起
交通部觀光局於2003年所辦理「地景系列（Land form series）」計畫，選出了四個在台灣最具代表性的觀光地區，日月潭即是其一。為了在日月潭向山地區建造一個同時具備遊客服務中心與風景管理處兩種機能的建築，交通部觀光局進行了國際設計比圖活動，由日本「團紀彥建築設計事務所」獲選第一名。

## 設計理念
向山行政中心以環抱日月潭為意象，由兩棟彎曲的建築物組成，西側為向山遊客中心、東側的則是日月潭國家風景區管理處。同時為避免阻礙基地後半部眺望日月潭面的視線，兩棟建築屋頂由低到高配置，遊客可利用屋頂斜坡、或是大跨距的半開放空間眺望日月潭。建築內和四周以水景、草坪及清水混凝土構成簡單的造景。

## 建築特色
向山中心建築物主要以木紋模清水混凝土為主，並輔以拉預力工法，施作34米跨度預力樑及6米懸臂預力版形塑出半開放式的大空間。由於地勢較高，靠近日月潭側以無邊緣的水池讓池面與潭面和合為一體。

## 工程
戶外景觀造景以水景、草坪及清水混凝土等元素，引入了簡潔、純淨的東方風味，框景的手法塑造出兩處跨距34米的半戶外挑空空間。外牆以具特色的木紋模清水混凝土外牆圍塑出中央的廣場的兩棟建築物，分別為西側的向山遊客中心及東側的日月潭國家風景區管理處。

## 圖集

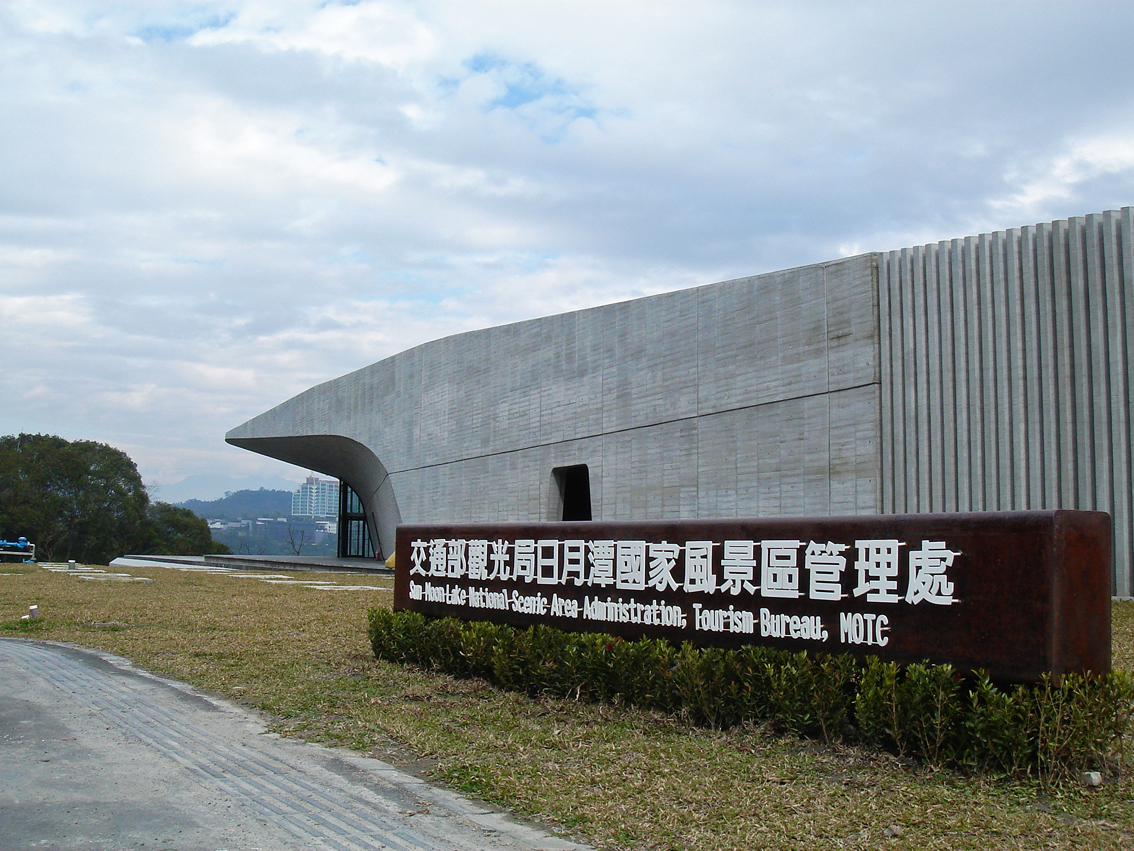
向山行政暨遊客中心入口處
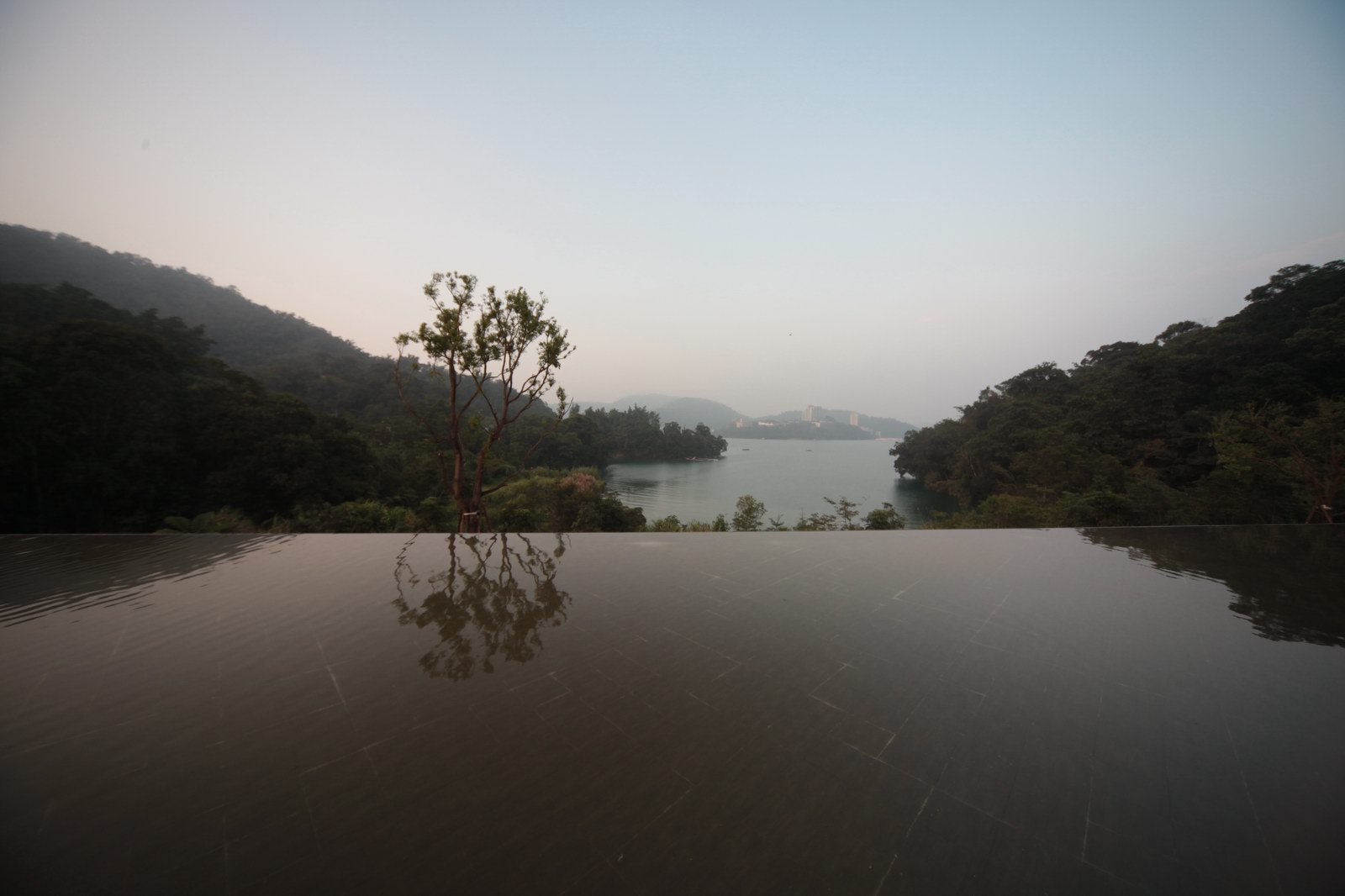
眺望日月潭，正前方為涵碧半島
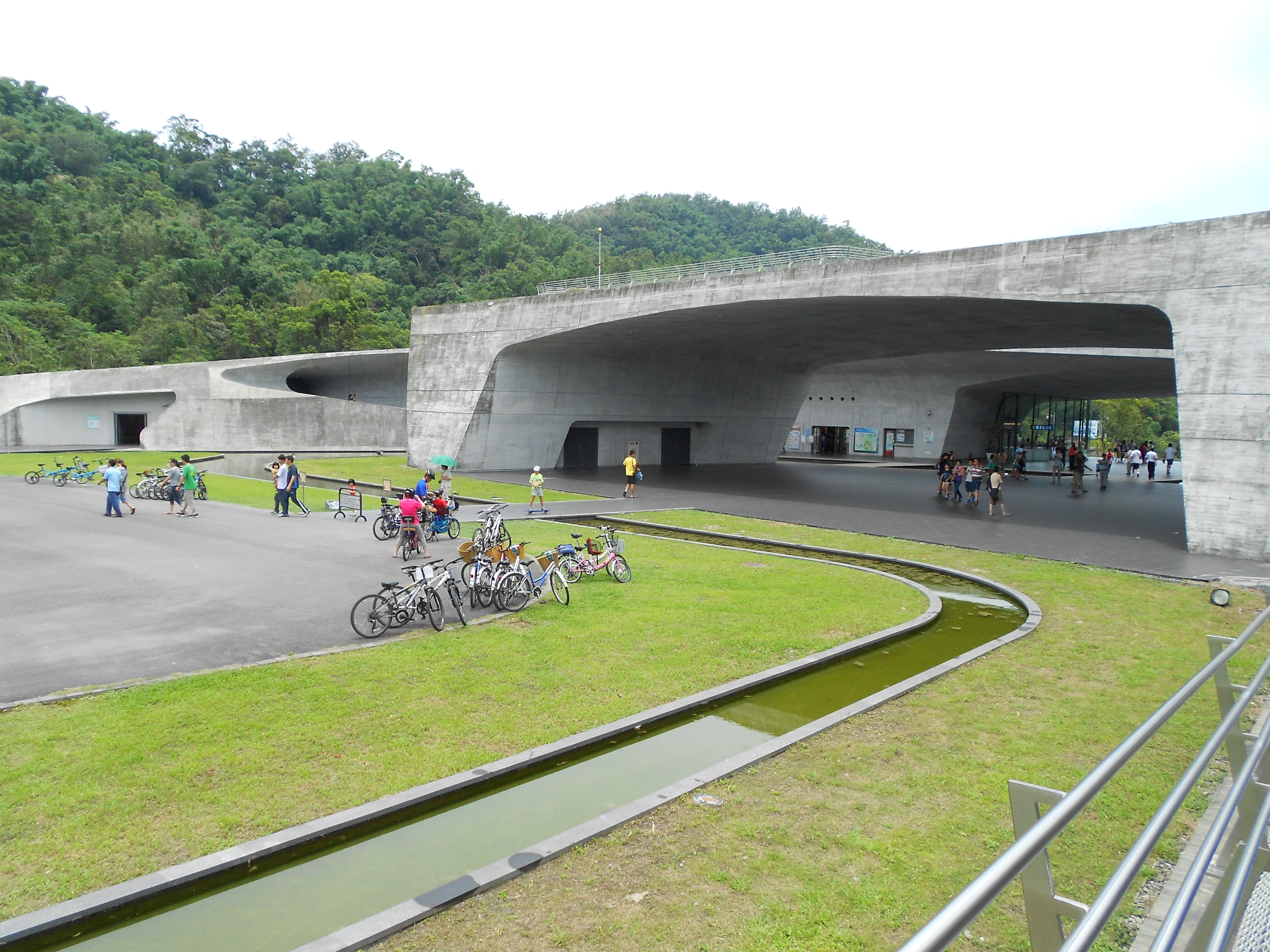
向山行政暨遊客中心近拍

## 引用來源
1. ↑  . 今日新聞網. 2011-02-28  [2011-02-28]. （原始内容存档于2011-03-03）.
2. ↑  .   [2011-02-25].[永久]
3. ↑  .   [2011-02-28]. （原始内容存档于2011-02-26）.
4. ↑  .   [2011-02-28].[永久]
5. ↑  .   [2011-02-28].[永久]
6. ↑  .   [2011-02-28].[永久]

## 外部連結
- 日月潭向山行政中心新建工程